# John Skelton
John Skelton, známý i jako John Shelton (1460, pravděpodobně Diss, Norfolk – 21. června 1529, Westminster, Londýn) byl britský satirik a básník z období středověku. Živil se rovněž jako učitel, přičemž si jej oblíbil anglický král Jindřich VIII. Tudor. Jednou z jeho múz byla i Margery Wentworthová, matka Jany Seymourové, anglické královny, a Alžběty Seymourové.

## Vzdělání
John Skelton vystudoval dvě významné britské univerzity: Oxford a Cambridge. V roce 1484 získal titul Master of Arts (M.A.).

## Odkaz
John Skelton byl tvůrcem nového básnického směru jménem skeltonic, charakteristického krátkými rýmovanými linkami, založenými na přirozeném rytmu řeči.